# پای‌دو
پای‌دِو (به انگلیسی: PyDev) افزونه برای برنامه اکلیپس می‌باشد که به عنوان محیط یکپارچه توسعه نرم‌افزار برای کدهای پایتون طراحی شده‌است و عملیات تجزیه و تحلیل و رفع اشکال و… کدهای پایتون را در محیط اکلیپس مدیریت می‌کند.

## نصب پای‌دِو
برای نصب پلاگین pydev بعد از دانلود فایل آن را در فولدر eclipse\dropins کپی کنید با این روش نیاز به آپدیت کردن eclipse نیست. بعد از یک بار بستن و بازکردن eclipse پلاگین pydev قابل استفاده هست

## تنظیماتاکلیپسو پای‌دِو
پس از نصب پای‌دِو
۱- در بخش window \perefrences\pydev\interpreter- python می‌توانید مسیر برنامه پایتون را به اکلیپس معرفی کنید
۲- در برنامه eclipse به بخش Window->Preferences->General->Editors->Text Editors-> بروید موارد زیر را فعال کنید
۱–۲- insert space for
۳–۲-show white space characters تعداد فاصله‌ها را در محیط text editor نمایش می‌دهد

## چشم‌انداز
کاربردی‌ترین پنجره‌ها که هر یک امکانات خاصی را ارائه می‌دهند را می‌توان به صورت مجموعه‌ای به نام perspective ذخیره کرد خود برنامه به صورت پیش‌فرض تعدادی پنجره را برای هر محیط ارائه می‌دهد مثلاً برای جاوا یک محیط برای pydev یک محیط یا برای debug یک محیط… ولی کاربر می‌تواند محیط خود را مشخص نماید و حتی می‌تواند این تنظیمات طول و عرض پنجره‌ها و خود پنجره‌ها را ذخیره کند تا در کامپیوترهای دیگر استفاده کند! بای اضافه کردن پنجره خاص از window\show view امکان تغییر و در window\windows save perspective as می‌توان perspective خود را ذخیره کرد
در این مجموعه ابزارهای بسیار مفیدی یافت می‌شود که در این جا چند مورد را معرفی می‌کنم خیلی از ابزارها به صورت عمومی بین تمام محیط‌های برنامه‌نویسی مشترک هستند و بعضی از آن‌ها به صورت تخصصی برای یک محیط کار می‌کنند
معمولاً بعد از زدن دکمه debug برنامه از شما می‌پرسد آیا perspective را عوض کنم؟ با قبول این مورد تعدادی پنجره اضافه می‌شود و با رفتن به بخش window\show view می‌توانید پنجره‌های دلخواه را اضافه کنید. چند پنجره پر کاربرد:
- expressions قابلیت تعریف و نمایش مقدار متغیرها به صورت هم‌زمان با اجرای برنامه همچنین این بخش قابلیت قبول یک خط دستور و نشان دادن مقدار آن خط را هم دارد!!
- console این بخش مانند shell پایتون عمل می‌کند و از امکانات جالب این بخش این هست که وسط اجرای برنامه شما می‌توانید متغیرها و بخش‌های برنامه را با دستورهایی مانند print چک کنید و امکان اجرای دستورهای سبک در میان اجرای برنامه را دارد
- project explorer این پنجره تمام محتویات پروژه را نمایش می‌دهد و شبیه به pydev package explorer هست
- با زدن دکمه ctrl +alt+enter برنامه پس از پرسیدن نوع کنسول. کنسول پایتون در دسترس می‌باشد و در این کنسول مانند محیط خود پایتون بدون ذخیره فایل می‌توان دستورهای را تایپ کرد و این کنسول برای آزمون و خطا بعضی دستورهای بسیار کاربرد دارد

## غلط یابی
- برای debug غلط یابی در ابتدا با کلیک کردن روی نوار طوسی سمت چپ دستورهای یک breakpoint درست می‌کنیم و با زدن دکمه debug برنامه تا ان خط اجرا می‌شود برای حرکت کردن مرحله به مرحله با زدن F6 جلو و F7 عقب می‌رود
- بعد از کلیک کردن روی نوار طوسی سمت چپ دستورها و تعیین breakpoint می‌توانید شرط برای breakpointها تعیین کنید مثلاً بگویید اگر i>۱۰۰ بود این breakpoint فعال گردد این ترفند باعث می‌شود شما ۱۰۰ بار مجموعه را دستی اجرا نکنید!! برای تنظیم این خاصیت بعد تعیین breakpoint کلیک سمت راست روی علامت سبز breakpoint کنید و دکمه breakpoint property را بزنید و با زدن enable condition شرط خود را بنویسید.

## کلیدهای میانبر
- برای ایجاد جلو رفتگی در کدنویسی همه خطوط را انتخاب کنید و tab را بزنید (این مورد زمانای به درد می‌خورد که بعد از کدنویسی تصمیم به اضافه کردن for یا if یا… داشته باشید)
- برای غیرفعال یا فعال کردن چند خط (#) با زدن دکمه ctr+? یا ctrl +3 برای ایجاد توضیحات (#) و ctrl+5 برای حذف (#) توضیحان
- برای ایجاد توضیحات به صورت پاراگراف ctrl +۴ ۳–۴- برای ایجاد توضیحات جداکننده ---- ctrl+shift+4
- با زدن ctr +2 سمت راست منویی باز می‌شود که امکانات مفیدی از جمله: جستجو (find) در متن کد، kill (قطع کردن محاسبه و عملیات برنامه به صورت ناگهانی)، خالی کردن cash کامپیوتر، مجبور کردن برنامه برای چک کردن کدها و… دارد (لطفاً توضیحات این بخش را کامل کنید) این بخش دارای دستورهای بسیاری می‌باشد که با خواند help بسیاری از آن‌ها معرفی شده‌اند
- تبدیل space و tab به tab با Ctrl+Shift+Tab
- تبدیل tab و space به space با Ctrl+Tab
- با F3 انتخابگر به definition می‌رود
- با ctrl +shift+F نحوه نوشتار را بر اساس pep تصحیح می‌کند!
- ctrl+l رفتن به خط دستور (بر اساس شماره خط)
- ctrl+space موردهای پیشنهادی را وارد می‌کند auto completion این دستور قابلیت خطوط دستوری پیش‌فرض را نیز دارد و همچنین برای اضافه کردن خطوط دستور مورد نیاز در بخش window \perefrences\pydev می‌توانید دستورهای مطلوب خود را اضافه کنید که به صورت پیش‌فرض در فهرست قرارگیرند
- ctrl+9 بستن همه پاراگرافها و ctrl+0 بازکردن همه پاراگرافها
- تغییر اسم متغیر alt+shift + R
- F۱۲ فعال کردن صفحه editor
- ctrl+M ماکزیموم یا مینیموم صفحه ادیتور
- پیشنهاد راه حل برای ارورهای برنامه با ctrl+1
- بعد از کپی کردن فایل‌های جدید (ماژول‌ها) در فولدر پروژه اگر می‌خواهید eclipse فایل‌های جدید را در فهرست فایل‌ها ببیند دکمه F5 یا کلیک سمت راست refresh را بزنید

## کار باپای‌کیوت
- بعد از نصب پای‌کیوت یا کتابخانه‌ها به برنامه پایتون حتماً در بخش window \perefrences\pydev\interpreter- python برنامه پایتون را حذف و دوباره اضافه کنید با این کار کتابخانه‌های جدید اضافه می‌شوند
- در بعضی ورژن‌ها Pydev در برنامه Eclipse با PyQt4 مشکل دارد و باگ دارد با نصب آخرین ورژن (pydev و PyQt4) مشکل حل می‌شود